# Mefistofele

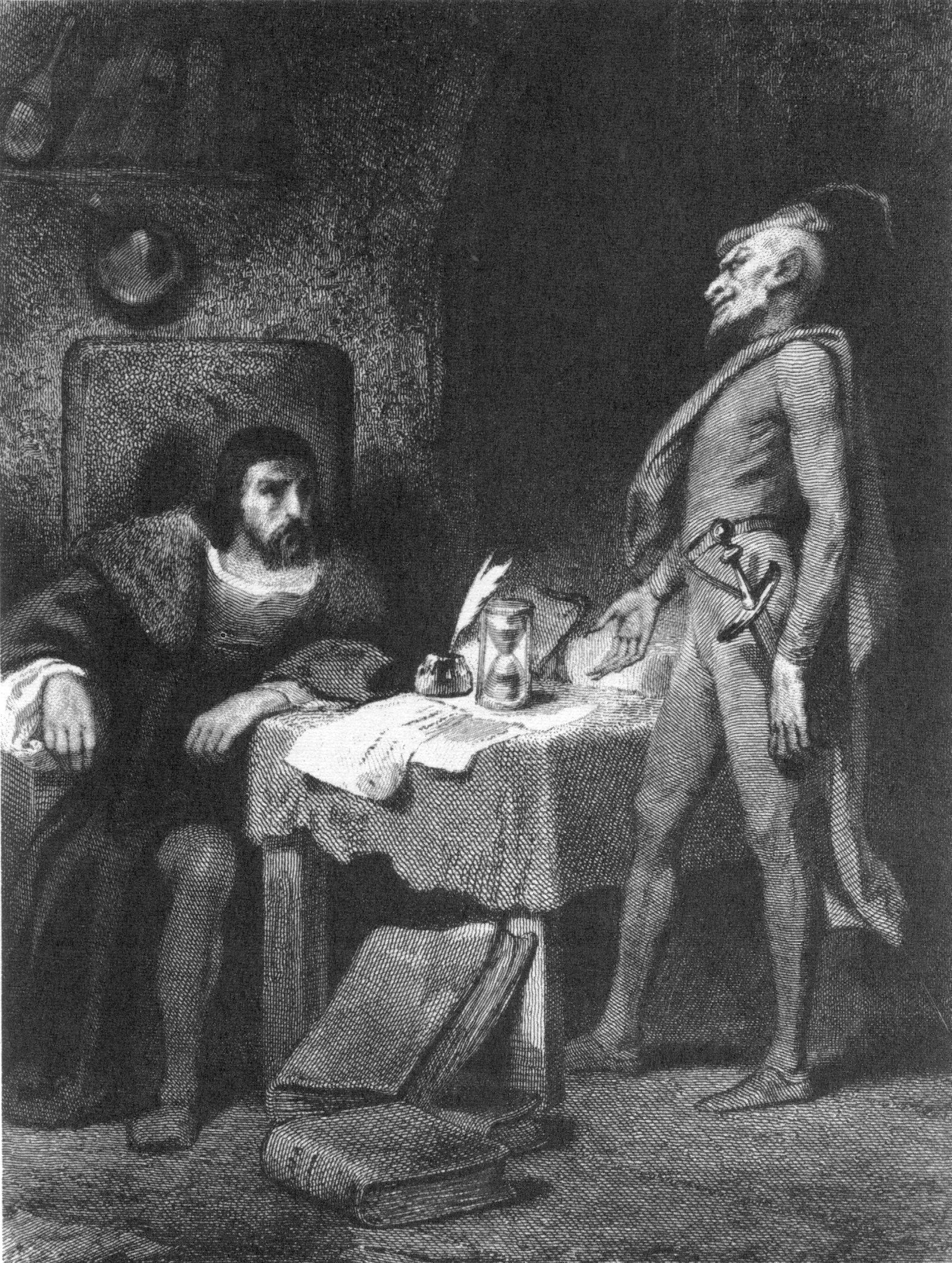
Il dottor Faust e Mefistofele, in un disegno di Tony Johannot

Mefistòfele (detto anche Mephistophilus, Mephistophilis, Mephistopheles, Mefisto, e varianti) è il nome ricorrente soprattutto nella cultura folkloristica tedesca per indicare un diavolo. Viene spesso dato a una rappresentazione di Satana. È anche il nome con cui viene chiamato il demonio nel mito di Faust.

## Satana e Mefistofele
Sebbene identificabile con Satana, che appare però con zoccoli e corna caprini, Mefistofele di solito è raffigurato con fattezze più umane, spesso assumendo la forma di un uomo estremamente alto completamente vestito di nero. Un elemento che spesso caratterizza tale personaggio è il libro rosso, su cui compaiono le firme delle persone che gli hanno venduto la propria anima. Anche le figure demoniache che si trovano nell'inferno appaiono più strettamente correlate con il Mefistofele dall'aspetto umano che con il caprino Satana.
Rudolf Steiner identifica Mefistofele con Arimane, dalla natura malvagia più antica, piuttosto che con Lucifero. Egli ne parla nel suo trattato esoterico sulla scienza occulta a proposito dell'era post-atlantica:
(Rudolf Steiner, La scienza occulta nelle sue linee generali, pag. 113 e 119, trad. di E. De Renzis ed E. Battaglini, Bari, Laterza, 1947)
Secondo Steiner, mentre Lucifero opera occultando nell'uomo le sue facoltà spirituali interiori che gli consentirebbero di prendere coscienza delle proprie essenze animiche, Mefistofele-Arimane agisce sulle sue percezioni esteriori nascondendogli le forze spirituali responsabili dei fenomeni naturali di cui l'uomo in origine aveva chiara cognizione.

## Nella leggenda di Faust

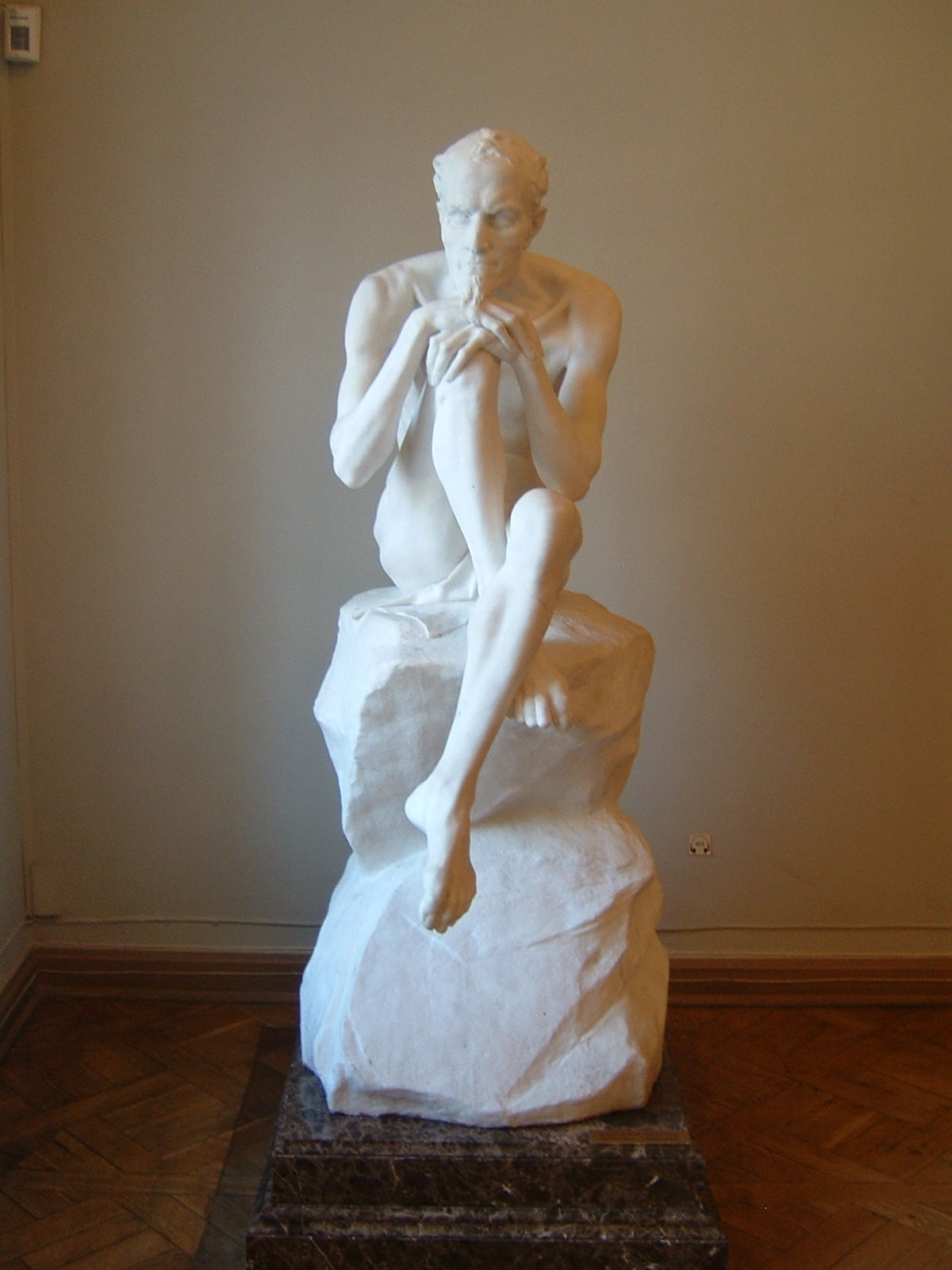
Statua di Mefistofele, opera di Mark Matveevič Antokol'skij conservata all'Ermitage

Il nome è associato con la leggenda del Dottor Faust. Faust è uno studioso il quale, nella sua continua ricerca di conoscenze avanzate o proibite delle cose materiali, invoca il diavolo (rappresentato da Mefistofele), che si offre di servirlo per un periodo di tempo, in tutto ventiquattro anni, e al prezzo della sua anima gli consentirà la conoscenza assoluta. L'opera si potrebbe basare su una persona realmente esistita, il dottor Johann Georg Faust (circa 1480-1540).
Il nome Mefistofele appare nel tardo XVI secolo nei chapbook del Faust. Nel 1725 la versione che è stata letta da Goethe, Mephostophiles è un diavolo sotto le false spoglie di un Frate Grigio convocato da Faust in un bosco al di fuori di Wittenberg. Il nome Mephistophiles appare già nel 1527 in Praxis Magia Faustiana, stampato a Passavia, accanto a uno pseudo-testo ebraico. È meglio spiegato come un'oscura formazione del Rinascimento magico pseudo-greco o pseudo-ebraico.
Dal chapbook, il nome entra nella letteratura faustiana e viene utilizzato da molti autori, da Marlowe a Goethe. Nel 1616 l'edizione di The Tragical History of Doctor Faustus, Mephostophiles divenne Mephistophilis.
Molti sono stati i tentativi di indentificazione dell'etimologia.
Burton (1992, p. 61) fa congetture sulla derivazione greca degli elementi che compongono il nome di Mefistofele, tra cui greco mē "non", phōs "luce" e philos "amante", suggerendo "Colui che non ama la luce", in antitesi con Lucifero ("portatore di luce", un appellativo comune di Satana), in tal caso, il passaggio dal presunto originale mephoto a mephist può essere dovuto a un suggerimento del latino mephitis ("pungente"). In alternativa, "phosto" potrebbe essere una variante di "Faust", dando di conseguenza il significato di "Colui che non ama Faust". Hamlin (2001, p. 9) suggerisce una derivazione dal Mephistoph ebraico, che significa "distruttore del bene". Un'altra possibilità è una combinazione delle parole ebraiche mephiz (מפיץ, spargitore, propagatore) e tophel (תופל, calunnia, menzogna, infamia).
Mefistofele è anche un nome usato per il diavolo stesso. Il mito di Faust, ha ispirato diversi componimenti musicali e letterari, tra questi segnaliamo: il Mefistofele, Faust e Marguerite di Meyer Lutz (1855), il Faust di Charles Gounod (1859), il Mefistofele di Arrigo Boito (1868), il Mephisto di Klaus Mann, e il Mephisto-Walzer di Franz Liszt.

## Nella cultura di massa

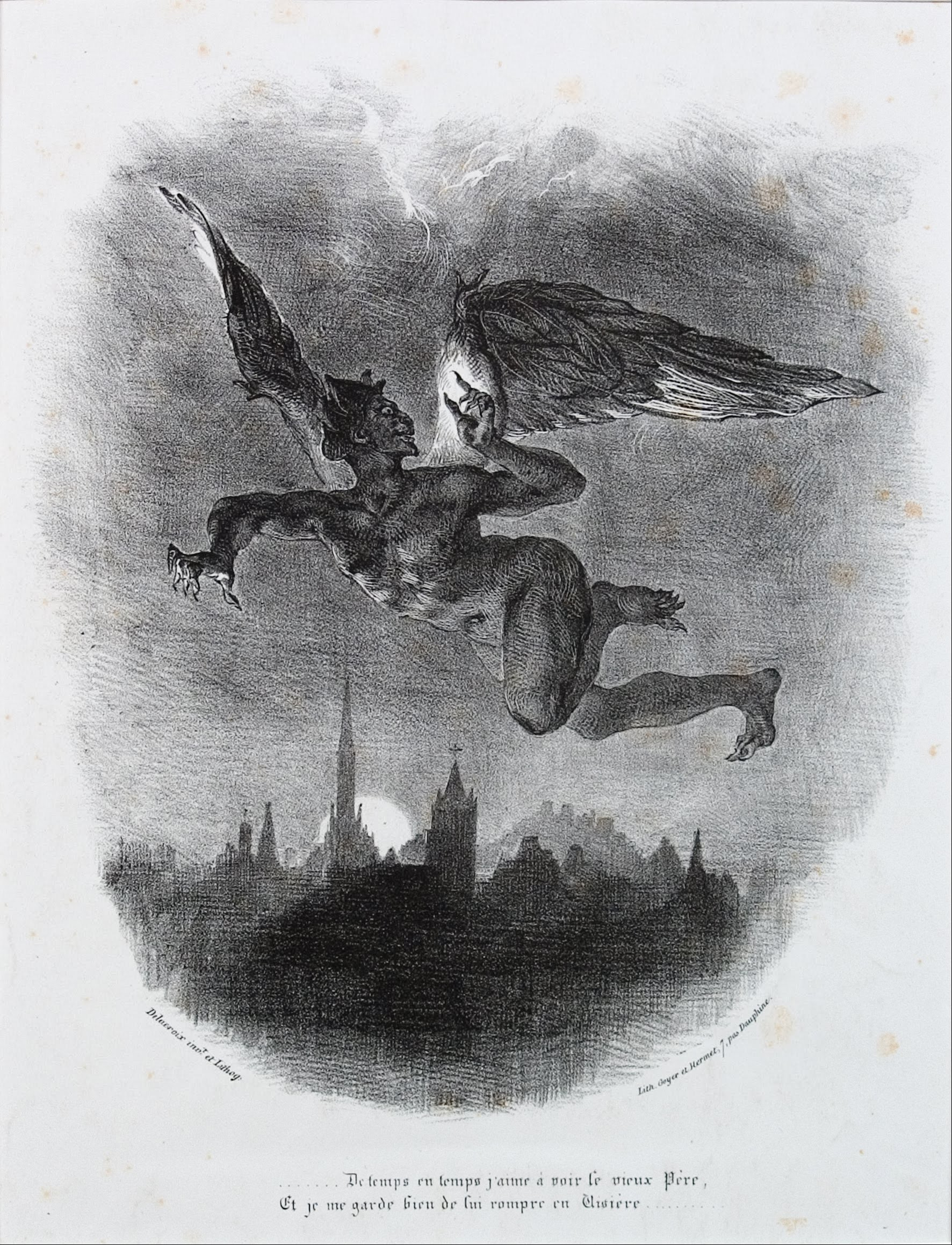
Mefistofele nel Cielo, litografia di Eugène Delacroix, 1828

William Shakespeare cita un certo Mephistophilus ne Le allegre comari di Windsor (Act1, Sc1, linea 64), e dal XVII secolo, il nome aveva incominciato a condurre un'esistenza indipendente dalla leggenda Faustiana. Burton (1992, p. 61) trova che "il nome è una pura invenzione moderna dalle origini incerte, il quale fa di esso un elegante simbolo del diavolo moderno con i molti suoi racconti e le sue diverse forme".
Nel mondo dei fumetti, la Marvel Comics si è poi ispirata a questo personaggio per creare il demoniaco supercriminale Mefisto, mentre in Tex Willer, Mefisto è l'arcinemico del protagonista del fumetto omonimo.
Nel gioco di ruolo Dungeons & Dragons Mefistofele è uno dei sovrani del piano dei Nove Inferi di Baator, e in particolare dell'ottavo strato, Cania. Appare anche tra i nemici del videogioco Neverwinter Nights: Orde dal Sottosuolo, localizzato nell'ambientazione dei Forgotten Realms.
Nell'album The Pale Emperor del cantante rock Marilyn Manson è presente una canzone dal titolo The Mephistopheles Of Los Angeles.
Nel cd The Black Halo, concept dedicato interamente al Faust di Goethe, del gruppo Progressive Power Metal Kamelot sono presenti delle canzoni dedicate a Mefisto, e in particolar modo March Of Mephisto.
Il nome di Mephisto è invocato nel testo della canzone powermetal Last Before the Storm della band tedesca Gamma Ray.
Mefistofele (abbreviato in M) è il principale antagonista della serie a fumetti underground Faust: Love of the Damned. Nel film tratto dalla serie è stato interpretato da Andrew Divoff.
Nei fumetti di Spawn l'arcidemone Malebolgia (colui che ha ingannato Al Simmons e lo ha trasformato nell'Hellspawn) presenta molte affinità con la figura di Mefistofele.
Nel manga Saint Seiya - The Lost Canvas uno dei personaggi, Yoma, ha come simbolo Mefistofele ed è al servizio del Dio degli inferi, Ade.
Nel gioco Devil May Cry 4 è presente un mostro chiamato appunto Mefisto.
Nel libro L'Io e l'Inconscio, Mefistofele viene citato da C. G.Jung.
In Angel's Friends, Mefisto è un componente del gruppo dei devil (solo nel fumetto, perché insieme all'Angel Ang-Lì e un Terreno di nome Raoul, non vengono mostrati nel cartone animato) di cui l'angel Uriè è segretamente innamorata.
Anche nel manga/anime Blue Exorcist è presente il personaggio Mephisto Pheles (durante l'anime alcuni utilizzano il nome Faust al posto di mephisto come nome alternativo), in grado di tramutarsi in qualsiasi cosa, figlio di Satana. Tuttavia nel manga/anime mephisto non prende del tutto le parti di satana, anzi istruisce nella sua scuola il figlio di satana Okumura Rin per farlo diventare un esorcista e scommette col consiglio di gregori (sommo consiglio del clero) sul fatto che sarebbe diventato o il salvatore di "Assiah" (il mondo terreno, la nostra dimensione) oppure il più grande re di "Gehenna" (dimensione in cui i demoni e satana stesso risiedono).
Ernest Eldridge nel 1922 modificò una Fiat SB4, per battere il record di velocità nel 1924. Quest'auto prese il nome di Fiat SB4 Eldridge "Mefistofele", meglio nota come Fiat Mefistofele.
Nel videogioco Demon's Souls appare (solo in determinate circostanze al secondo piano del Nexus) un personaggio malvagio di nome Mefistofele.
Viene citato da Barnabas Collins nel film Dark Shadows e in L'infernale avventura.
Nel videogioco Diablo II Dul'Mephistos, comunemente chiamato Mephisto, è uno dei tre Primi Maligni conosciuto come il Signore dell'Odio. È un essere scheletrico senza gambe con quattro braccia e due lunghe e ricurve corna.
Mephisto, talvolta chiamato anche Mephistopheles, appare in alcuni titoli della serie di videogiochi Shin Megami Tensei.
Nel manga Defense Devil, "Mephisto" è il nome della famiglia reale che governa sull'Inferno e di cui il protagonista fa parte.
Nel manga Welcome to demon school Iruma kun, "Mephistopheles", detto il fautore di re, compare come personaggio aiutante e membro delle tredici corone, l'organizzazione dei tredici demoni più potenti dell'aldilà.
Anche nella musica viene citato, grazie alla cantautrice Levante che, nell'occasione del Festival di Sanremo 2020, nella sua canzone Tikibombom, fa riferimento proprio a Mefisto (prova a fare il maschio ti prego insisto/fatti il segno della croce e poi rinuncia a Mefisto).
Sempre il termine "Mephistopheles" è presente nel testo del brano Videotape del gruppo musicale Radiohead pubblicato nel 2007 e in quello di Love Runs Out del gruppo musicale statunitense OneRepublic pubblicato nel 2013.
Viene citato anche da Sting nel testo della canzone Wrapped around your Finger, scritta e registrata all'epoca dei Police e pubblicata nell'album Synchronicity del 1983.
Il nome "Mephistopheles" è citato anche nel brano Call Me Little Sunshine della band metal svedese Ghost, pubblicato nel gennaio 2022.